# 黃建銘
黃銘勳（原：黃建銘），台灣戲曲鼓師，從小在家族劇團學習台灣客家戲；採茶戲和台灣歌仔戲等戲曲的司鼓（以鑼鼓點子引導和控制戲曲表演的節奏）藝術，後入位於台灣台北市內湖區的國立復興劇藝實驗學校中國戲劇科（現在的國立台灣戲曲學院京劇學系）學京劇。
後專工戲曲武場（打擊樂部），並師從台灣歌仔戲鼓師王清松學習台灣歌仔戲司鼓藝術。
曾任台灣宜蘭縣立蘭陽戲劇團等戲曲劇團的武場樂師（打擊樂），現任新北市板橋區歌仔戲劇團民權歌劇團鼓師（武場領班、武場領導），並應台北市歌仔戲劇團「河洛」邀請，在台南市、高雄市等地擔任該團多場戶外大型舞台巡迴公演的鼓師。
台灣台南市歌仔戲劇團秀琴歌劇團的《鍾馗傳奇》（音樂設計朱蔚嘉，武場領導黃銘勳，文場領導柯銘峰，管樂莊家煜）、《血染情》（音樂設計朱蔚嘉，武場領導黃銘勳，文場領導柯銘峰，管樂莊家煜）、《魅湖咒》（音樂設計朱蔚嘉，武場領導黃銘勳，文場領導柯銘峰，管樂莊家煜，導演呂瓊珷，2006年12月9日在台灣台南市世界首演）是他的司鼓作品。